# 오딜 아흐메도프
오딜 올림조노비치 아흐메도프(우즈베크어: Odil Olimjonovich Ahmedov, 러시아어: Оди́л Алимжа́нович Ахме́дов 오딜 알림자노비치 아흐메도프[*], 1987년 11월 25일 ~ )는 우즈베키스탄의 은퇴한 축구 선수로 포지션은 미드필더였으며 우즈베키스탄 대표팀의 일원으로도 활약했다.

## 클럽 경력
2006년 파흐타코르 타슈켄트에서 프로에 데뷔하여 2011년까지 공식전 99경기 40골을 터뜨리며 우즈베키스탄 슈퍼리그 2연속 우승, 우즈베키스탄컵 3회 우승, 2007년 CIS컵 우승 등에 공헌했고 이후 2011년 러시아 프리미어리그의 안지 마하치칼라로 이적하여 2014년까지 공식전 86경기 5골을 기록하면서 러시아 컵 2012-13 시즌 준우승에 일조했고 2011년에는 팀내에서 선정한 올해의 선수의 영예를 안았다.
그리고 2014년 같은 러시아 프리미어리그 소속팀인 FC 크라스노다르로 이적한 후 2017년까지 101경기 6골을 기록하며 2014-15 리그 3위, 2015-16 러시아 컵 4강, 2016-17년 UEFA 유로파리그 16강 진출 등의 성과를 거두었고 2014-15 시즌 팀내 올해의 선수와 러시아 프리미어리그 탑 플레이어 33인에 선정되는 영예를 안았다.
이후 2017년부터 2020년까지 중국 슈퍼리그 상하이 하이강 소속으로 공식전 104경기 11골을 기록하며 2018 시즌 리그 우승에 일조했고 2020년 톈진 진먼후에서 임대 선수로 리그 5경기, 2021년에는 창저우 슝스에서 리그 7경기를 소화한 뒤 15년간의 프로 선수 생활을 마무리했다.

## 국가대표팀 경력
2007년 10월 13일 대만과의 친선 경기에서 국제 A매치 데뷔전을 치르며 팀의 9-0 대승에 일조했고 그 뒤 3번의 AFC 아시안컵 본선(2011년, 2015년, 2019년)에 출전하여 4골을 기록했으며 이 가운데 2011년 대회에서 2골을 뽑아내며 월드컵과 아시안컵을 통틀어 팀의 사상 첫 메이저 대회 4강 진출의 업적을 달성했다.
그리고 4번의 FIFA 월드컵 아시아 지역 예선(2010년 예선, 2014년 예선, 2018년 예선, 2022년 예선)에서 10골을 터뜨리며 팀의 3연속 최종 예선 진출을 이끌었고 이 중 2014년 FIFA 월드컵 아시아 지역 예선 플레이오프 진출에 이바지하며 활약했지만 월드컵 본선과는 인연을 맺지 못했다.

## 같이 보기
- A매치 100경기 이상 출전한 축구 선수 명단